# Hemiphyllodactylus
Hemiphyllodactylus – rodzaj jaszczurek z rodziny gekonowatych (Gekkonidae).

## Zasięg występowania
Rodzaj obejmuje gatunki występujące w południowej, południowo-wschodniej i wschodniej Azji (Chińska Republika Ludowa, Indie, Sri Lanka, Mjanma, Laos, Wietnam, Kambodża, Tajlandia, Malezja, Singapur, Japonia, Filipiny, Brunei, Indonezja i Timor Wschodni) i Oceanii (Wyspy Cooka, Fidżi, Nowa Kaledonia, Palau, Papua-Nowa Gwinea, Pitcairn, Wyspy Salomona, Tonga, Vanuatu i Samoa).

## Systematyka
Rodzaj zdefiniował w 1860 roku holenderski ichtiolog Pieter Bleeker w artykule poświęconym jaszczurkom, opublikowanym na łamach „Natuurkundig tijdschrift voor Nederlandsch Indië”. Gatunkiem typowym jest (oznaczenie monotypowe)  (Hemiphyllodactylus typus).

### Etymologia
- Hemiphyllodactylus: gr. ἡμι- hēmi- ‘pół-, mały’, od ἡμισυς hēmisus ‘połowa’[7]; φυλλον phullon ‘liść’[8]; δακτυλος daktulos δακτυλος daktulos ‘palec’[9].
- Spathodactylus: gr. σπαθη spathē ‘łopatka, łyżka’[10]; δακτυλος daktulos ‘palec’[9]. Gatunek typowy: Spathodactylus mutilatus Günther, 1872 (= Hemiphyllodactylus typus Bleeker, 1860).
- Spathoscalabotes:  gr. σπαθη spathē ‘łopatka, łyżka’[10]; ασκαλαβωτης askalabōtēs ‘cętkowana jaszczurka, gekon’[11].
- Cainodactylus: gr. καινος kainos ‘nowy, świeży’[12]; δακτυλος daktulos ‘palec’[9]. Gatunek typowy: Gehyra yunnanensis Boulenger, 1903.

### Podział systematyczny
Do rodzaju należą następujące gatunki: 

- Hemiphyllodactylus arakuensis Agarwal, Khandekar, Giri, Ramakrishnan & Karanth, 2019
- Hemiphyllodactylus aurantiacus (Beddome, 1870)
- Hemiphyllodactylus banaensis Tri, Grismer, Thai & Wood, 2014
- Hemiphyllodactylus bintik Grismer, Wood, Anuar, Quah, Muin, Onn, Sumarli & Loredo, 2015
- Hemiphyllodactylus bokor Neang, Samorn, Hun, Henson & Stuart, 2024
- Hemiphyllodactylus bonkowskii Nguyen, Do, Ngo, Pham, Pham, Le & Ziegler, 2020
- Hemiphyllodactylus cattien Yushchenko, Grismer, Bragin, Dac & Poyarkov, 2023
- Hemiphyllodactylus changningensis Guo, Zhou, Yan & Li, 2015
- Hemiphyllodactylus chiangmaiensis Grismer, Wood & Cota, 2014
- Hemiphyllodactylus cicak Cobos, Grismer, Wood, Quah, Anuar & Muin, 2016
- Hemiphyllodactylus dalatensis Do, Nguyen, Le, Pham, Ziegler & Nguyen, 2021
- Hemiphyllodactylus diaoluoshanensis Wang, Yu, Zheng, Zhang, Qi, Jiang, Li, Qi, Song, Yang, Huang, Li, Wang, Wang, Mo, Xie, Li & Wang, 2025
- Hemiphyllodactylus dupanglingensis Zhang, Qian & Yang, 2020
- Hemiphyllodactylus dushanensis (Zhou & Liu, 1981)
- Hemiphyllodactylus engganoensis Grismer, Riyanto, Iskandar & Mcguire, 2014
- Hemiphyllodactylus flaviventris Sukprasert, Sutthiwises, Lauhachinda & Taksintum, 2018
- Hemiphyllodactylus ganoklonis Zug, 2010
- Hemiphyllodactylus gengmaensis Zhou, Li, Shen, Liu & Rao, 2024
- Hemiphyllodactylus goaensis Khandekar, Parmar, Sawant & Agarwal, 2021
- Hemiphyllodactylus harterti (Werner, 1900)
- Hemiphyllodactylus hongkongensis Sung, Lee, Ng, Zhang & Yang, 2018
- Hemiphyllodactylus houaphanensis Luu, Hoang, Ha, Grismer, Murdoch, Sitthivong, Phimpasone & Grismer, 2024
- Hemiphyllodactylus huishuiensis Yan, Lin, Guo, Li & Zhou, 2016
- Hemiphyllodactylus indosobrinus Eliades, Phimmachak, Sivongxay, Siler & Stuart, 2019
- Hemiphyllodactylus insularis Taylor, 1918
- Hemiphyllodactylus jianfenglingensis Wang, Yu, Zheng, Zhang, Qi, Jiang, Li, Qi, Song, Yang, Huang, Li, Wang, Wang, Mo, Xie, Li & Wang, 2025
- Hemiphyllodactylus jinghongensis Zhou, Li, Yuan, Cui, Liu & Rao, 2024
- Hemiphyllodactylus jinpingensis (Zhou & Liu, 1981)
- Hemiphyllodactylus jnana Agarwal, Khandekar, Giri, Ramakrishnan & Karanth, 2019
- Hemiphyllodactylus khlonglanensis Sukprasert, Sutthiwises, Lauhachinda & Taksintum, 2018
- Hemiphyllodactylus khpoh Grismer, Sinovas, Quah, Thi, Chourn, Chhin, Hun, Cobos, Geissler, Ching & Murdoch, 2025
- Hemiphyllodactylus kiziriani Nguyen, Botov, Le Duc, Nophaseud, Bonkowski & Ziegler, 2014
- Hemiphyllodactylus kolliensis Agarwal, Khandekar, Giri, Ramakrishnan & Karanth, 2019
- Hemiphyllodactylus kyaiktiyoensis Grismer, Wood, Quah, Thura, Oaks & Lin, 2020
- Hemiphyllodactylus laowozhenensis Zhou, Wang, Cui, Zhang, Shen, Li, Liu & Rao, 2025
- Hemiphyllodactylus larutensis (Boulenger, 1900)
- Hemiphyllodactylus lingshuiensis Wang, Yu, Zheng, Zhang, Qi, Jiang, Li, Qi, Song, Yang, Huang, Li, Wang, Wang, Mo, Xie, Li & Wang, 2025
- Hemiphyllodactylus linnwayensis Grismer, Wood, Thura, Zin, Quah, Murdoch, Grismer, Li, Kyaw & Lwin, 2017
- Hemiphyllodactylus longlingensis (Zhou & Liu, 1981)
- Hemiphyllodactylus lungcuensis Luu, Nguyen, Do, Pham, Hoang, Nguyen, Le, Ziegler, Grismer & Grismer, 2023
- Hemiphyllodactylus margarethae Brongersma, 1931
- Hemiphyllodactylus menglianensis Zhou, Li, Yuan, Cui, Liu & Rao, 2024
- Hemiphyllodactylus mengsongcunensis Zhou, Li, Yuan, Cui, Liu & Rao, 2024
- Hemiphyllodactylus minimus Mohapatra, Khandekar, Dutta, Mahapatra & Agarwal, 2020
- Hemiphyllodactylus montawaensis Grismer, Wood, Thura, Zin, Quah, Murdoch, Grismer, Li, Kyaw & Lwin, 2017
- Hemiphyllodactylus nahangensis Do, Pham, Phan, Le, Ziegler & Nguyen, 2020
- Hemiphyllodactylus ngocsonensis Nguyen, Do, Ngo, Pham, Pham, Le & Ziegler, 2020
- Hemiphyllodactylus ngwelwini Grismer, Wood, Quah, Thura, Oaks & Lin, 2020
- Hemiphyllodactylus nilgiriensis Agarwal, Bauer, Pal, Srikanthan & Khandekar, 2020
- Hemiphyllodactylus pardalis Grismer, Yushchenko, Pawangkhanant, Naiduangchan, Nazarov, Orlova, Suwannapoom & Poyarkov, 2020
- Hemiphyllodactylus peninsularis Agarwal, Bauer, Pal, Srikanthan & Khandekar, 2020
- Hemiphyllodactylus pinlaungensis Grismer, Wood, Quah, Thura, Oaks & Lin, 2020
- Hemiphyllodactylus samkos Neang, Samorn, Hun, Henson & Stuart, 2024
- Hemiphyllodactylus serpispecus Eliades, Phimmachak, Sivongxay, Siler & Stuart, 2019
- Hemiphyllodactylus simaoensis Agung, Chornelia, Grismer, Grismer, Quah, Lu, Tomlinson & Hughes, 2022
- Hemiphyllodactylus tehtarik Grismer, Wood Jr, Anuar, Muin, Quah, Mcguire, Brown, Van Tri & Thai, 2013
- Hemiphyllodactylus titiwangsaensis Zug, 2010
- Hemiphyllodactylus tonywhitteni Grismer, Wood, Thura, Zin, Quah, Murdoch, Grismer, Li, Kyaw & Lwin, 2017
- Hemiphyllodactylus typus Bleeker, 1860
- Hemiphyllodactylus uga Grismer, Wood, Thura, Zin, Quah, Murdoch, Grismer, Li, Kyaw & Lwin, 2018
- Hemiphyllodactylus vanhoensis Luu, Hoang, Ha, Grismer, Murdoch, Sitthivong, Phimpasone & Grismer, 2024
- Hemiphyllodactylus yanshanensis Agung, Chornelia, Grismer, Grismer, Quah, Lu, Tomlinson & Hughes, 2022
- Hemiphyllodactylus yunnanensis (Boulenger, 1903)
- Hemiphyllodactylus ywanganensis Grismer, Wood, Thura, Zin, Quah, Murdoch, Grismer, Li, Kyaw & Lwin, 2018
- Hemiphyllodactylus zalonicus Grismer, Chit, Pawangkhanant, Nazarov, Zaw & Poyarkov, 2021
- Hemiphyllodactylus zayuensis Jiang, Wang & Che, 2020
- Hemiphyllodactylus zhutangxiangensis Agung, Grismer, Grismer, Quah, Chornelia, Lu & Hughes, 2021
- Hemiphyllodactylus zugi Nguyen, Lehmann, Le Duc, Duong, Bonkowski & Ziegler, 2013
- Hemiphyllodactylus zwegabinensis Grismer, Wood, Quah, Thura, Oaks & Lin, 2020